# 阿高尔语言学校
阿高尔语言学校（法语:Accord École de Langues）建立于1988年，是对外法语教学的高等教育学院。该学校每年招收来自50个国家的5000名学生。该学校已经获得由法国教育部颁发的Qualité français langue étrangère资格认证，并在5项资格评定（学生接待，教学设施，教师团队，课程设置，学校管理）中皆取得了最多的星级。

## 历史
学校位于Grands Boulevards大街上的一幢典型的巴黎式建筑裡，所在之处即曾经的城墙遗址。因为大道上聚集的戏剧团，小咖啡馆，和小餐馆，这条大道在过去很长的一段时间里被人们称为Boulevard du Crime（中文：犯罪大道）。直到十九世纪，在乔治-欧仁·奥斯曼男爵对巴黎进行现代化改造之时，这条大道被归入市中心，这一参考城市规划理论的网状式的规划结构由此诞生。

## 教学
学校的主要目标是带领学生面对社会生活中出现的各种状况和约束，并开发学生自身的学习策略，使得他们能够将已经在母语中掌握的交流能力，转移到法语语言中。
学校通过语言游戏，模仿，互动活动以及多样的练习，在各种交流场合中教授语法知识。

## 主要行政人员
校长：François PFEIFFER